# Kościół św. Jozafata Kuncewicza w Gęsi
Kościół św. Jozafata Kuncewicza w Gęsi – rzymskokatolicki kościół położony w miejscowości Gęś, w gminie Jabłoń, powiecie parczewskim.
Kościół murowany w stylu neogotyckim, jednonawowy, na planie krzyża łacińskiego wybudowany w latach 1912-1913. Erygowany 8 kwietnia 1919 roku przez biskupa Henryka Przeździńskiego. Główną fundatorką świątyni była księżna Maria Czetwertyńska (1853-1931), żona księcia Włodzimierza Swiatopełk-Czetwertyńskiego (1837-1918).
Kościół posiada dwa boczne ołtarze. Ołtarz św. Franciszka z Asyżu i ołtarz św. Katarzyny Aleksandryjskiej, które zostały poddane renowacji staraniem proboszcza parafii ks. Henryka Kalitki. Kościół św. Jozafata wpisany jest do rejestru zabytków pod nr: A-276 z 17.09.1997 roku.